# Pagode de Hoằng Phúc

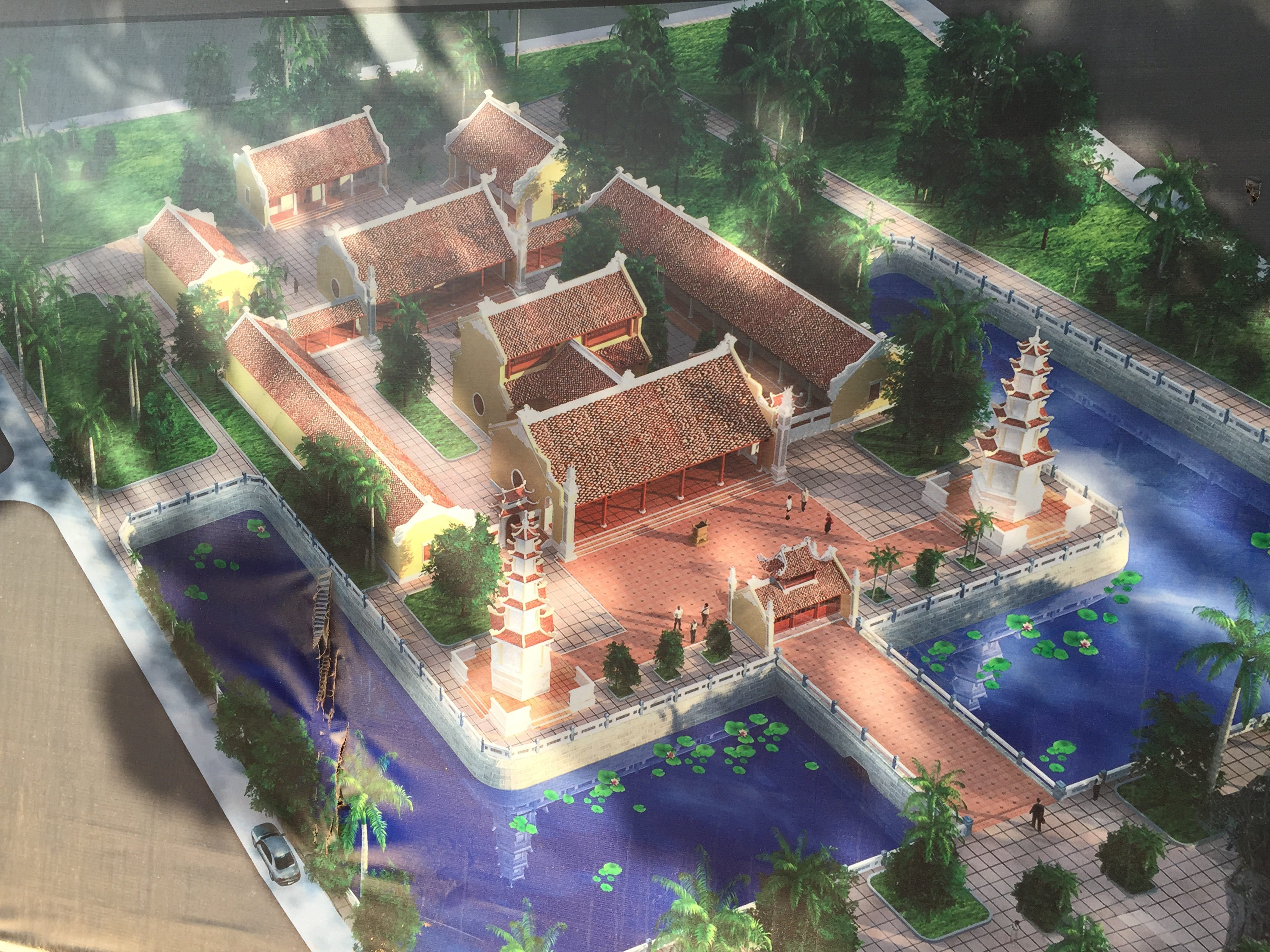
Le temple après la reconstruction, terminé en 2016

La Pagode Hoang Phuc (vietnamien : Chùa Hoàng Phúc) est un temple bouddhiste de Mỹ Thủy, district de Lệ Thủy, province de Quảng Bình, Viêtnam. Ce complexe est composé d'un ancien temple et d'un nouveau temple en cours de construction. Le temple a été construit en XIIIe siècle. Il a été reconstruit plusieurs fois. Le temple a été détruit par une tempête en décembre 1985. La reconstruction a commencé en 2014 et a été achevée le 15 janvier 2016. Le Sangha bouddhiste birman a présenté śarīra de Bouddha à (de la pagode Shwedagon à Rangoon, en Birmanie) cette pagode le 16 janvier 2016,,.

## Images

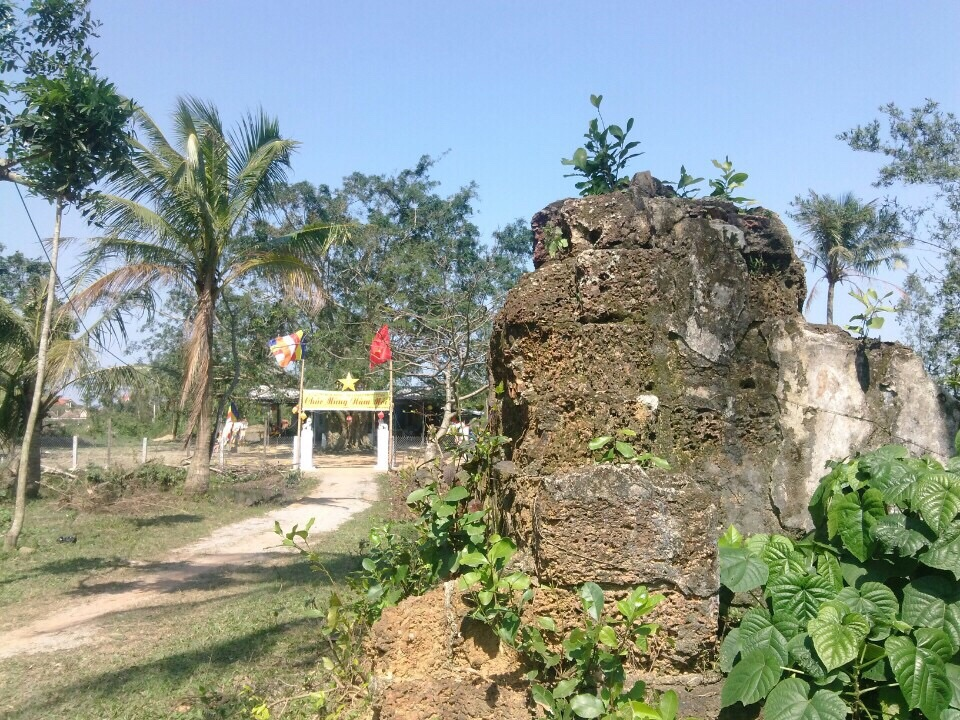
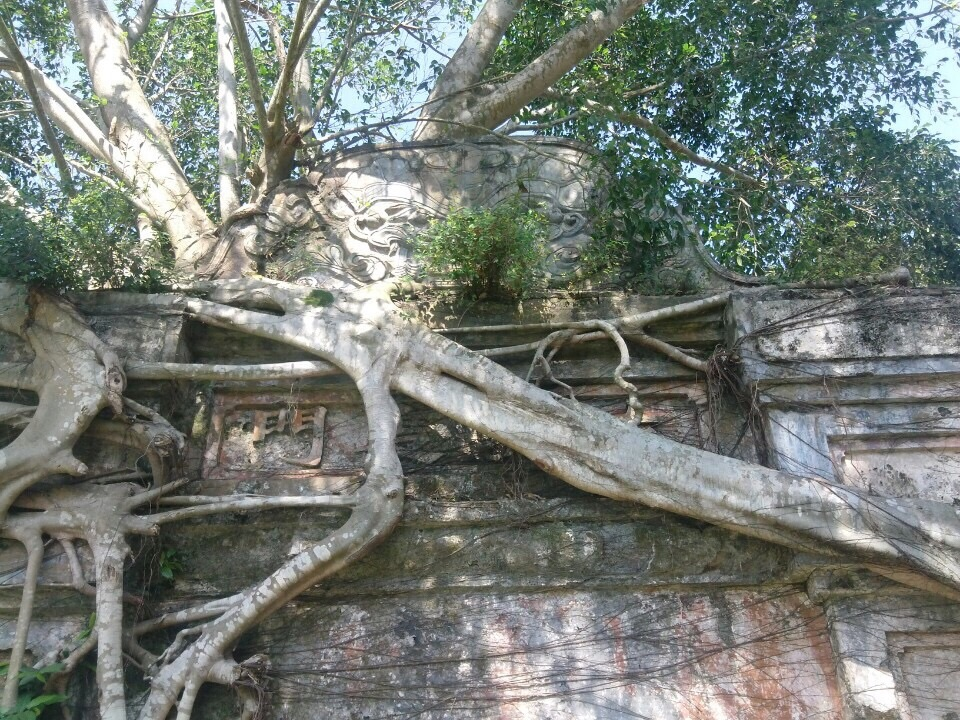
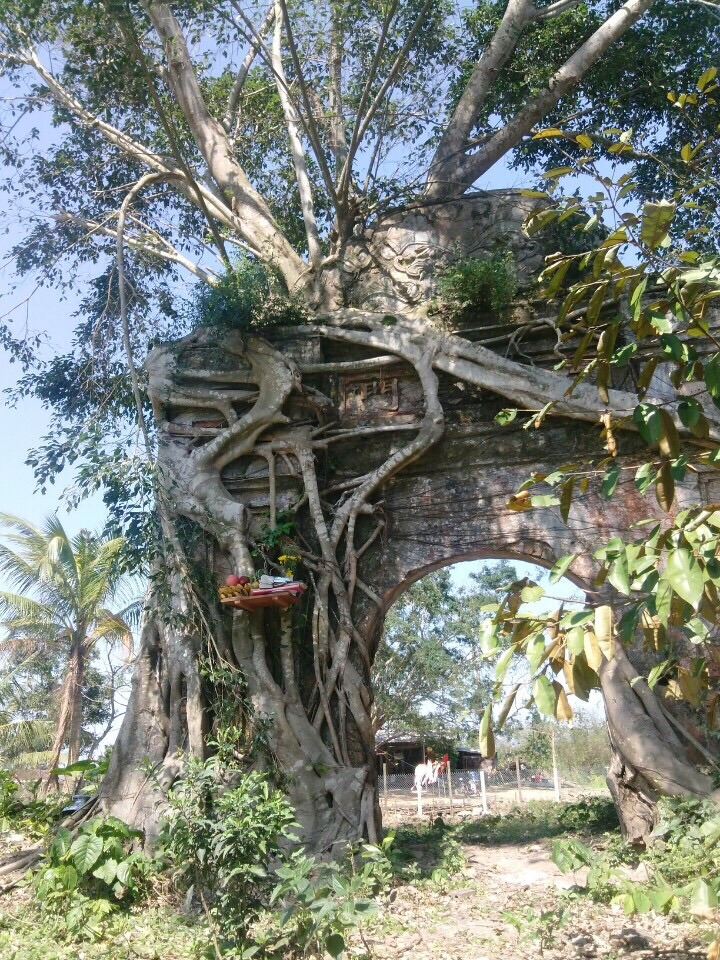
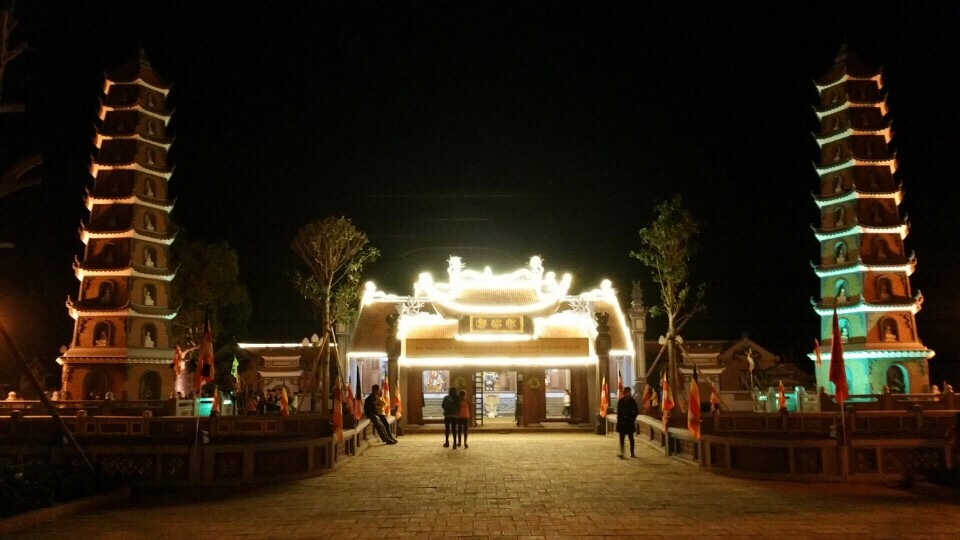